# Järna gruvor

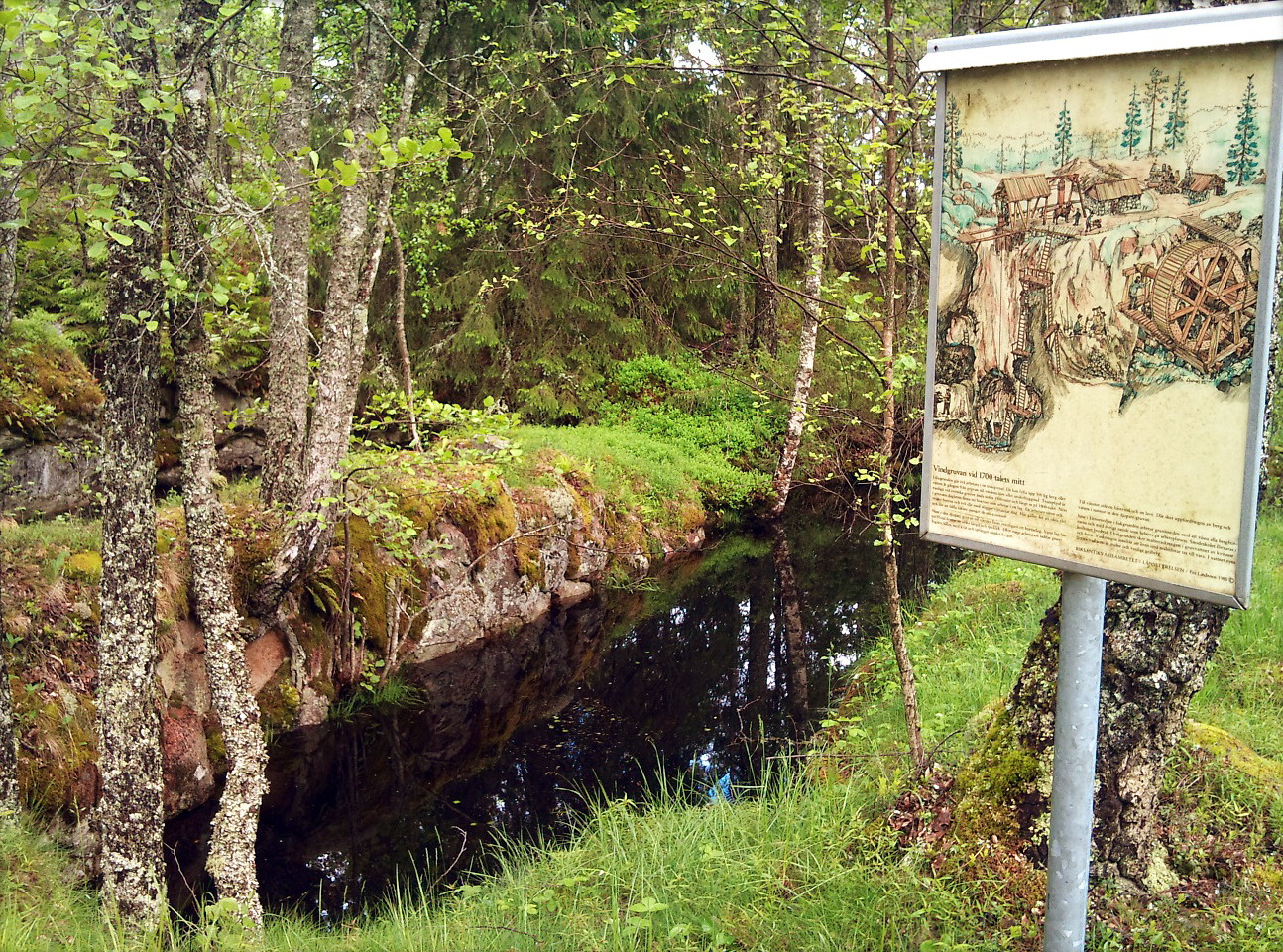
Vindgruvan, en del av s.k. Järna gruvor, som ligger utanför Järna på Sörmlandsleden.

Järna gruvor (eller Vattgruvorna) är en grupp övergivna äldre gruvor i Järna-trakten i Södertälje kommun, Södermanland. Här bröt man järnmalm från det sena 1600-talet fram till 1940-talet. Gruvorna ligger i anslutning till Vattgruvsmossens naturreservat i ett 5 km långt område. Enligt det äldsta kända skriftliga belägget för gruvdrift i Järnatrakten upptäcktes en fyndighet år 1663. Mest känd är den 107 m djupa Vattgruvan där malm bröts från 1840 till 1860 då gruvan vattenfylldes. Gruvdriftens mest intensiva period var 1829 till 1861, och malmen transporterades till bl.a. Stavsjö och Finspångs bruk. Upp till 100 personer var sysselsatta med malmhanteringen under denna period. Ett kruthus byggt i sten finns fortfarande kvar.
Sörmlandsleden passerar Järna gruvor (etapp nr 11 och 12).